# De kunstenaar en de muze
De kunstenaar en de muze is een artistiek kunstwerk in Amsterdam-Zuid.
Het zijn twee reliëfs in brons van Frits van Hall. Zij werden rond 1927 geplaatst aan de zijkant van de entree van de Rijksakademie van beeldende kunsten dan nog gevestigd aan de Stadhouderskade 86. Van Hall, zelf student geweest aan de akademie, gaf een kunstenaar weer (links van de deur) en een of zijn muze (rechts van de deur). De reliëfs vallen nauwelijks op, doordat het brons langzaam verweert en donkerder van kleur wordt. Bovendien richt men het oog eerder op de deur met bijbehorende raampartijen, ook uitgevoerd in donker wordend metaal met een aanzienlijk groter oppervlak.   

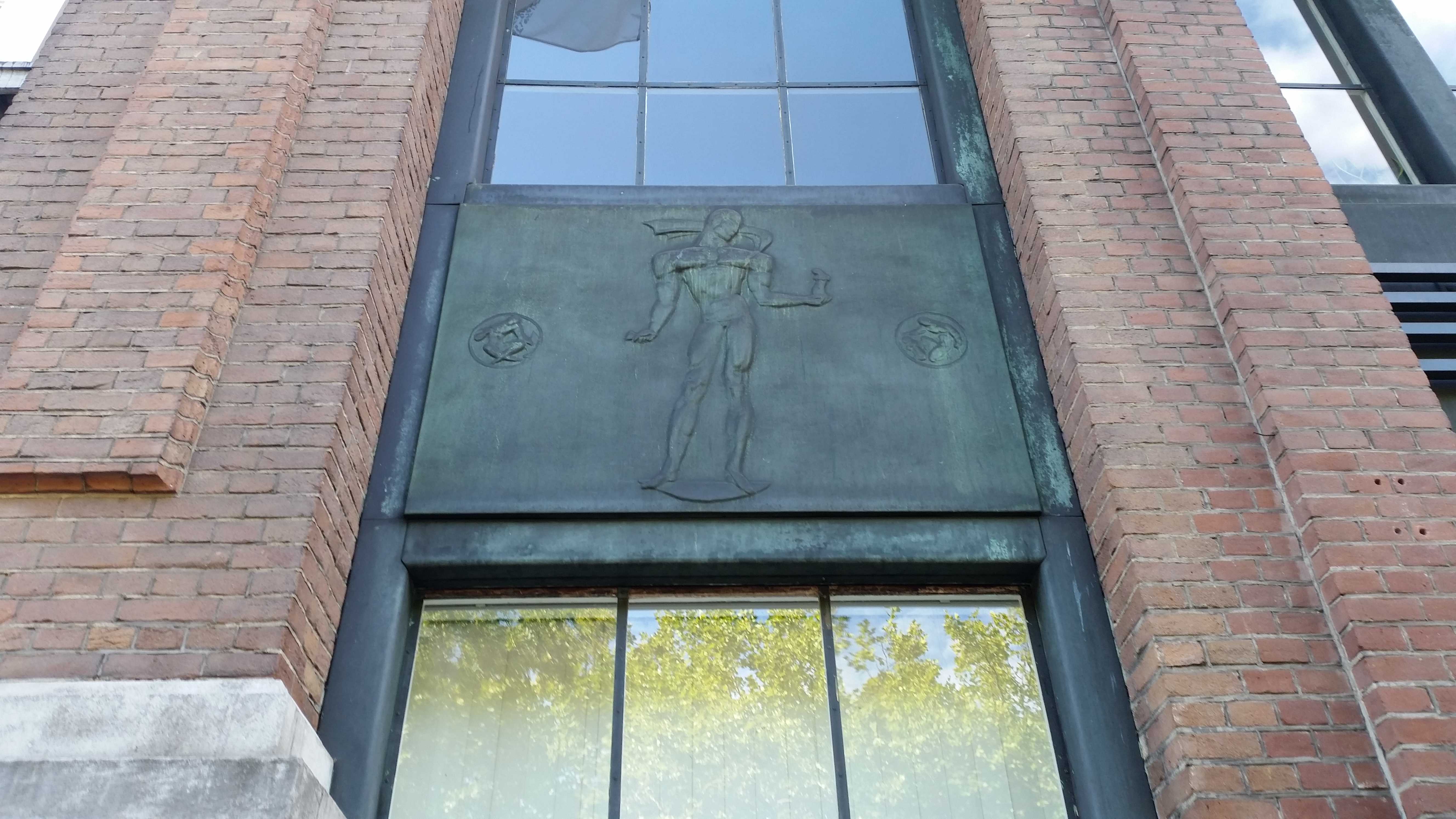
De kunstenaar (september 2020)

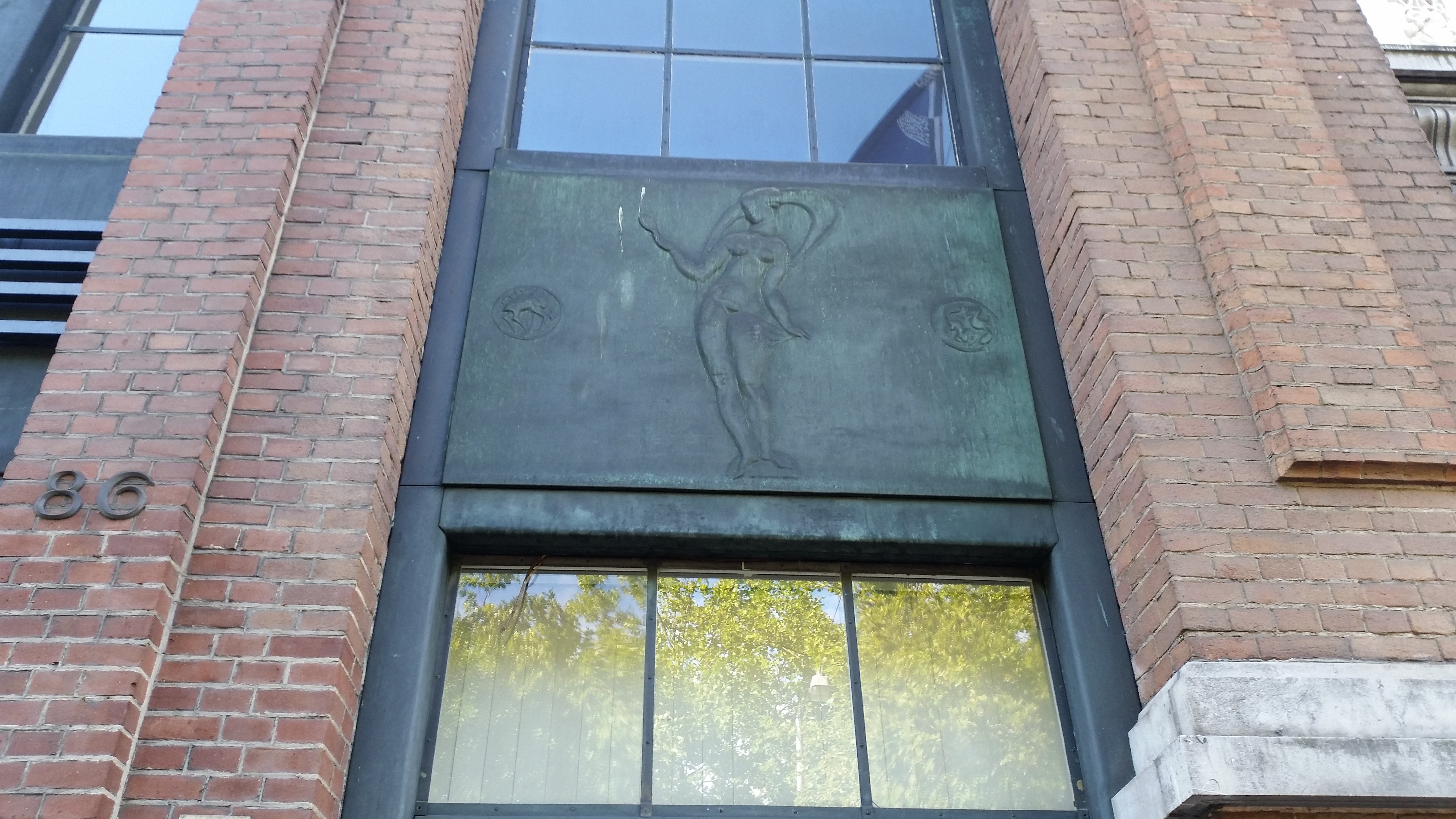
De muze (september 2020)